# 톰 에버렛
톰 에버렛(Tom Everett, 1948년 10월 21일 ~ )은 미국의 배우이다. 오리건주에서 태어났다.

## 출연 작품
- 벤자민 버튼의 시간은 거꾸로 간다 (2008년) - 벤자민 1935-37 역
- 겟 스마트 (2008년)
- 트랜스포머 (2007년)
- 뷰티풀 드리머 (2006년)
- 아일랜드 (2005년)
- 알라모 (2004년)
- 엘리자베스 유괴 사건 (2003년)
- 크레이지 애즈 헬 (2002년)
- 트리플 엑스 (2002년) - 딕 호츠키스 의원 역
- 진주만 (2001년)
- 에어 포스 원 (1997년) - 잭 도허티 역
- 프레지던트 (1996년)
- 천인의 영웅 (1992년)
- 애욕의 덫 (1991년)
- 텍사스 전기톱 학살 3 (1990년) - 알프레도 역
- 투 영 투 다이 (1990년)
- 늑대와 춤을 (1990년)
- 빌리 더 키드 (1989년)
- 상하이 특급 (1989, Man Against the Mob: The Chinatown Murders)
- 베스트 오브 더 베스트 (1989년)
- 죽음의 사자 (1988년)
- 레이디 스카페이스 (1988년)
- 굿바이 베트남 (1988년)
- 킬 나이트 (1988년)
- 알라모 (1987년)
- 데스 위시 4 (1987년)
- 익스트레머티스 (1986년)
- 비버리 힐스 캅 (1984년)
- 13일의 금요일 4 (1984년)
- 굿바이 걸 (1977년)

### 텔레비전
- 웨스트 윙 시즌1 (1999년)
- 피켓 펜스 (1992년)
- LA 로 (1986년)
- 레밍턴 스틸 (1982년)
- 저니맨 (2007년)
- 더 영 앤 더 레스트리스 (1973년)